# Ronde van Italië 2025/Zestiende etappe
De zestiende etappe van de Ronde van Italië 2025 vond plaats op 27 mei. De Italiaan Christian Scaroni en zijn land- en ploeggenoot Lorenzo Fortunato kwamen tegelijkertijd over de finish, waarbij die eerste de zege kreeg.

## Parcours
De etappe startte in Piazzola sul Brenta. Onderweg waren twee tussensprints in Piovene Rocchette en Cavedine en een Red Bull kilometer in Brentonico. De eerste beklimming van de dag was de beklimming naar Carbonare (tweede categorie). Daarna volgden nog drie beklimmingen van de eerste categorie: naar Candriai, de Santa Barbarapas en de slotklim naar San Valentino di Brentonico.

## Koersverloop
Dit overzicht is mogelijk incompleet; u kunt helpen door het uit te breiden.

## Uitslagen
| Fiume Veneto – Asiago (219 km) |                   |                         |          |
| Plaats                         | Naam              | Ploeg                   | tijd     |
| Winnaar                        | Christian Scaroni | XDS Astana              | 5u35'05" |
| 2                              | Lorenzo Fortunato | XDS Astana              | z.t.     |
| 3                              | Giulio Pellizzari | Red Bull-BORA-hansgrohe | + 55"    |
| 4                              | Richard Carapaz   | EF Education-EasyPost   | + 1'10"  |
| 5                              | Derek Gee         | Israel-Premier Tech     | + 1'23"  |
| 6                              | Jefferson Cepeda  | Movistar                | + 1'43"  |
| 7                              | Michael Storer    | Tudor                   | + 1'52"  |
| 8                              | Simon Yates       | Visma \| Lease a Bike   | z.t.     |
| 9                              | Gijs Leemreize    | Picnic PostNL           | + 2'19"  |
| 10                             | Yannis Voisard    | Tudor                   | + 2'31"  |
|                                |                   |                         |          |
| 25                             | Sylvain Moniquet  | Cofidis                 | + 7'40"  |

| Algemeen klassement |                   |                         |            |
| Plaats              | Naam              | Ploeg                   | Tijd       |
| Roze trui           | Isaac del Toro    | UAE Team Emirates-XRG   | 61u31'56"  |
| 2                   | Simon Yates       | Visma \| Lease a Bike   | + 26"      |
| 3                   | Richard Carapaz   | EF Education-EasyPost   | + 31"      |
| 4                   | Derek Gee         | Israel-Premier Tech     | + 1'31"    |
| 5                   | Damiano Caruso    | Bahrain Victorious      | + 2'40"    |
| 6                   | Egan Bernal       | INEOS Grenadiers        | + 3'23"    |
| 7                   | Michael Storer    | Tudor                   | + 3'31"    |
| 8                   | Antonio Tiberi    | Bahrain Victorious      | + 4'07"    |
| 9                   | Giulio Pellizzari | Red Bull-BORA-hansgrohe | + 4'36"    |
| 10                  | Adam Yates        | UAE Team Emirates-XRG   | + 5'08"    |
|                     |                   |                         |            |
| 15                  | Thymen Arensman   | INEOS Grenadiers        | + 8'13"    |
| 83                  | Wout van Aert     | Visma \| Lease a Bike   | + 2u13'36" |

## Uitvallers
Niet gestart
- Paul Magnier (Soudal Quick-Step): De opgave van de 21-jarige Fransman was eerder al aangekondigd door zijn voormalige ploegmanager Patrick Lefevere.[3] Na de rustdag stapte hij daadwerkelijk niet meer op.
- Milan Fretin (Cofidis)

Opgave
- Joshua Tarling (INEOS Grenadiers): Tarling kwam ten val, schoof door over de natte weg en kwam tegen een vangrail, waarna hij niet meer opstapte.[4]
- Primož Roglič (Red Bull-BORA-hansgrohe): Na meerdere valpartijen in de eerste twee weken van de Giro gaf Roglič na weer tegen de grond te zijn gegaan op.[5]
- Alessio Martinelli (VF Group-Bardiani CSF-Faizanè): In de afdaling van de beklimming naar Carbonare kwam Martinelli ten val, waarna hij doorgleed over de gladde weg en onder de vangrail door een ravijn indook.[6] Hij hield er slechts schaafwonden aan over.[7]

1e etappe ·
2e etappe ·
3e etappe ·
4e etappe ·
5e etappe ·
6e etappe ·
7e etappe ·
8e etappe ·
9e etappe ·
10e etappe ·
11e etappe ·
12e etappe ·
13e etappe ·
14e etappe ·
15e etappe ·
16e etappe ·
17e etappe ·
18e etappe ·
19e etappe ·
20e etappe ·
21e etappe
Startlijst · Eindstanden · Afbeeldingen